# IOS 4
iOS 4（アイオーエス フォー）は、Appleが開発していたモバイルオペレーティングシステムiOSの4番目のメジャーリリースである。2010年9月18日にリリースされた。

## 概要
iPhone OS 3は2010年6月7日に行われたApple Worldwide Developers Conferenceで発表され、2010年6月21日にリリースされた。iOS 4は、従来の「iPhone OS」という名称を廃止し、「iOS」としてリリースされた最初のiOSバージョンである。
対応端末は、iPhone 3G以降、iPod touch (第2世代)以降、iPad (第1世代)以降。
iPhone OS 3までサポートされたモデルのうち、iPhone (初代)、iPod touch (第1世代)がiOS 4以降においてサポート対象外となった。
iPhone 4に標準搭載され、アップデートはiPhone 3Gと3GS、ならびに第2世代以降のiPod touch用向けにリリースされた。ただしiPhone 3GとiPod touch (第2世代)では一部の機能に制限がある。iOS 4とこれ以降のバージョンでは、アップグレードはiPhone・iPod touchともにバージョンを問わず無料になった。
iOS 4では、ホーム画面にフォルダが導入され、表示できるAppの数が大幅に増えた。また、壁紙を自由に設定できるようになった。ただし、アニメーションのパフォーマンス要件により、iPod touch 第2世代とiPhone 3G以外の端末に限定されていた。また、インターネット通話、位置情報、オーディオ再生などのAppをバックグラウンドで動作させるマルチタスク機能や、利用者が他のAppに切り替えている間、任意のAppをバックグラウンドで動作させないようにする制限付きの「高速App切り替え」技術が追加された。iOS 4では、システム全体でのスペルチェック機能の追加、iPhone上でのiBooks（現Apple Books）の利用、異なるメールプロバイダーをまとめるメール受信箱の統一、ソーシャルゲームのGame Centerとビデオ通話のFaceTimeなどが導入された。
このiOS 4のアップデートでは、iPhone 3Gデバイスでパフォーマンスとバッテリーの問題が発生し、Appleはこの問題を調査した。しかし、この問題をめぐってはAppleは提訴された。同時期に発売されたiPhone 4のアンテナ問題で、Appleはソフトウェアアップデートで問題を解決しようとしたが、改善されなかった。

## 新機能・変更点

### ホーム画面
iOS 4では、フォルダの追加により、ホーム画面に表示できるAppの最大数が180個から2,160個に増えた。このフォルダは、AppのApp Storeカテゴリーに応じて自動的に命名される。また、自由に壁紙を設定する機能も追加されたが、iPhone 3GやiPod touch (第2世代)では、アイコンのアニメーションのパフォーマンスが低かったため、この機能は搭載されなかった。

### マルチタスク
iOS 4では、マルチタスク機能が導入された。ホームボタンをダブルクリックすることで、Appを瞬時に切り替えられた。この機能は、バッテリーの消耗が激しくならないように配慮されていた。マルチタスク機能は、インターネット通話、位置情報、オーディオ再生などのAppに限定されており、同様の「高速App切り替え」技術により、利用者があるAppから別のAppに入っても、元のAppは利用者が戻るまでバックグラウンドで待機している仕組みになっている。この機能は、iPhone 3GやiPod touch (第2世代)では、パフォーマンスの問題から搭載されなかった。

### スペルチェック
iOS 4では、スペルチェック機能が導入され、スペルに間違いのある単語に赤い下線が引かれるようになった。その単語をタップすれば、推奨される代替表現がポップアップで表示される仕様になっている。

### カメラ
カメラAppでは、5倍のデジタルズームでの撮影が可能になった。

### iBooks
iOS 4では、iPadではすでに搭載されていたiBooks（現Apple Books）が、iPhoneおよびiPod touchに対応した。最初から同梱はされておらず、App Storeから入手することが可能だった。

### メール
iOS 4では、メールAppに統合受信機能が搭載され、利用者のすべてのメールアカウントからのメッセージを1つの受信箱にまとめて表示できるようになった。また、MobileMeのメールエイリアスや、ビジネスユーザー向けの複数のExchangeアカウントにも対応した。

### Game Center
iOS 4.1では、友人を招待してゲームをしたり、リーダーボードでスコアを比較したりできる、オンライン・マルチプレイヤー・ソーシャル・ゲーム・ネットワークのGame Centerという新しいAppが追加された。iPhone 3Gは非対応だった。

### FaceTime
iOS 4では、端末のカメラを使って他の端末とビデオ通話ができるテレビ電話AppのFaceTimeが導入された。この機能は、iPhone 3G、iPod touch (第2世代)、iPhone 3GS、iPod touch (第3世代)では、前面カメラなどの必要な機能がなかったため、搭載されていなかった。

### Safari
iOS 4のモバイルウェブブラウザであるSafariでは、Google、Yahoo!に加えてBingが新たな検索エンジンとして追加された。iOS 4.2.1からは、ページ内検索機能が追加された。

## バージョン
iOS 4は、2010年6月7日に開催されたApple Worldwide Developers Conferenceの基調講演で発表された。これまでの「iPhone OS」という名称に代わって、初めて「iOS」という名称が付けられた。
iOS 4は、2010年9月18日に正式にリリースされた。
iOS 4のアップデートについて
| 新機能・変更点（4.x） | 新機能・変更点（4.x） | 新機能・変更点（4.x） | 新機能・変更点（4.x） | 新機能・変更点（4.x） |
| バージョン            | ビルド番号            | 配布開始日            | 内容 | 出典                  |
| --------------------- | --------------------- | --------------------- | --- | --------------------- |
| 4.0                   | 8A293                 | 2010年9月18日         | iPhone 4のみ対応の新機能 - カメラアプリでのビデオ撮影時のタップフォーカス機能 - 画面サイズに合わせたアプリケーション画面拡大 - iPhone 4の標準画面サイズ（960×640）に合わせるため、iPhone 3GS以前およびiPod touchの標準画面サイズ（480×320）から縦横2倍に拡大。iPadと違いiPhone 4専用アプリケーション以外の全アプリケーションに強制適用されるが、ディスプレイ解像度もiPhone 3GSの2倍（326dpi）に向上しており理論上はiPhone 3GSと同等の表示品質が確保される。 iPhone 3GS・4、iPod touch 第3世代に対応の新機能 - カメラアプリでの5倍デジタルズーム - 撮影画面をタップすることでスライダを表示し、等倍から5倍までのデジタルズームが可能になった。 - スクリーン回転ロック - iPhoneとiPod touchにはハードウェアに回転ロックボタンが存在しないため、iPod（ミュージック）コントロール左端の鍵アイコンをタップすることでロックする。 - マルチタスク対応 - 原則としてバックグラウンドのアプリケーションはタスク切替後にスリープ状態となり、次回呼出時に切替直前の動作状態が復元されるが、アップルが許可するバックグラウンド動作に関するAPIを使用することで、オーディオ再生やVoIP、位置情報通知などの一部機能をバックグラウンドのアプリケーションからも利用可能となる。 - Bluetoothキーボードに対応 - 壁紙の設定 iPhone 3G・3GS・4、iPod touch 第2世代・第3世代に対応の新機能 - 名称が「iPhone OS」から「iOS」に変更される。 - フォルダ機能 - アイコンの並べ替えが可能な状態で（ホーム画面上でアイコン長押しまたはiTunes9.2のアイコン整理画面）、アプリケーションアイコンを別のアイコン上に重ね合わせることで自動的に作成される。作成に用いたアプリケーションのジャンルを基にフォルダ名が自動でつけられるが、後で変更することも可能。フォルダ1個につき最大12個、ホーム画面上のアイコン（16個×11ページ+4個=180個）を全てフォルダにすることで最大2160個のアプリケーションを扱える。 - メールの改良。インターフェースと暗号化機能が改善される。 - セキュリティの強化（バージョン3.1.3リリース以降に発見された脆弱性の修正・SSL VPN対応など） - 大量のiPhoneを一括管理可能 - インタラクティブな広告プラットフォーム「iAd」の搭載 - 誕生日カレンダー - 電子書籍リーダー「iBooks」対応（辞書機能も含む） - iPod（ミュージック）アプリでのプレイリスト作成・編集 など。 - ドックの背景がMac OS Xと同じようなものになった。                                          | [ 23 ]                |
| 4.0.1                 | 8A306                 | 2010年10月31日        | iPhone特有の機能修正のため、iPod touch向けは存在しない。また、iPadも4.0系が未リリースのため存在しない。 - 電波強度表示の不具合を修正 - ユーザーの位置情報を12時間ごとにAppleに送信機能搭載 |                       |
| 4.0.2                 | 8A400                 | 2010年11月15日        | iPadは4.0系が未リリースのため存在しない。 - セキュリティアップデート | [ 24 ]                |
| 4.1                   | 8B117 8B118           | 2010年12月8日         | - ネットゲーム支援機能「Game Center」の搭載（iPhone 3GS、iPhone 4、第2世代以降のiPod touchのみ対応。iPhone 3Gは非対応） - 近接センサーの不具合の修正 - 一部のBluetooth機器との接続問題の解消 - AVRCP（Bluetoothプロファイル）のサポートを拡張し、曲送り・曲戻しなどに対応。 - パフォーマンスの改善。特にiPhone 3Gでの動作速度の向上 - HDR写真撮影機能「HDR Photo」の搭載（iPhone 4のみ対応） - HD画質の動画のWi-Fi経由によるYouTube、MobileMeへのアップロードに対応（iPhone 4/iPod Touch 4Gのみ対応） - iPod touchでもFaceTimeが利用可能に（iPod touch 第4世代から対応） - 「よく使う項目」からFaceTimeを起動可能に - ソーシャル機能「iTunes Ping」の搭載 - iTunesでのテレビ番組・映画のレンタルが可能になる（日本では2010年11月より映画配信のみ対応） - Nike+iPodの不具合修正 | [ 26 ]                |
| 4.2.1                 | 8C148 8C148a          | 2011年2月21日         | iPhone・iPod touch・iPadに対応の新機能（iPhone 3G、iPod touch（第2世代）では一部の機能利用不可） - ワイヤレス印刷機能「AirPrint」を搭載 - ストリーミング再生機能「AirPlay」を搭載 - Safariでの本文検索が可能となり、検索した言葉のハイライト表示がされるようになった。 - メモ帳での書体変更が可能（HelveticaとChalkboardが追加） - マルチタスキングに音量調節をする機能を追加（マルチタスクを使うため、マルチタスクが使用できない端末では未対応） - アクセシビリティーの向上 - ペアレンタルコントロールの制限項目を追加 - カレンダーでicsファイルを読み込めるようになった。 - 「iPhoneを探す」機能をMobileMeに加入することなく、Apple IDのみで無料で使用可能になった。 - ただし、無料となる端末はiPhone 4、iPod touch（第4世代）、iPadのみで、それ以外は従来通りMobileMeへの加入が必要となる。 - CoreMIDI frameworkのサポート - YouTubeアプリに動画の評価機能を搭載 iPhone・iPod touchに対応の新機能 - ボイスメモアプリのアイコン変更 - SMS・MMSのSNSの着信音の追加（新たに17種類追加された、iPhoneのみ） - 連絡先ごとにカスタム着信を設定できるようになった。 - FaceTimeの機能の向上 - 音声コントロールを利用してFaceTimeに発信可能。 - SMSからFaceTimeを発信可能となった。 - Bluetoothヘッドセットに対応。 - iPod touch（第4世代）でのオーディオ録音時に発生していた異音を解消 - USB経由でのカーステレオでのオーディオ再生機能の向上 - iPhone 3Gでのパフォーマンスの改善 - 着信音・通知音の音量を個別に調節可能になった。 - 「ボタンで変更」をオフにした場合ボリュームボタンで着信音・通知音の音量を変えることができなくなる。 iPadに対応の新機能 - iOS 4.1以前に搭載された機能がiPadでも使用可能となった。 - フォルダに登録できるアプリが1フォルダあたり20個になっている。 - Game CenterのHD表示化 - 多言語キーボードの追加 - 日本語キーボードでは新たに五十音配列のキーボードが追加された。また、顔文字のキーも追加された。 - タスクバーに明るさ調節ができる機能を追加 - iPadの側面部にあるスイッチが画面回転ロックから消音に仕様変更 - これに伴い、iPadでもiPhone、iPod touch同様にタスクバーにある鍵アイコンをタッチすることで画面回転ロックがかかるようになった。 - iPad（Wi-Fi）に機内モードが追加された。 | [ 28 ]                |
| 4.2.5                 | 8E128                 | 2011年2月27日         | 2011年2月17日に発表されたCDMA iPhone 4に搭載。 - CDMA iPhone 4に対応 - パーソナル・ホットスポット - Wi-Fiによるテザリングに対応。VerizonがCDMA iPhone 4発表時に公式対応を表明している。 | [ 29 ]                |
| 4.2.6                 | 8E200                 | 2011年3月14日         | CDMA iPhone 4 専用のバージョン。 - パーソナル・ホットスポットに関するバグを修正 |                       |
| 4.3                   | 8F190 8F191           | 2011年4月14日         | iPhone 4（GSM）に対応の新機能（日本では利用不可） - パーソナル・ホットスポット - この機能はキャリアの判断によって日本を含む一部の国では利用不可である。そのため、ソフトバンクモバイルは未対応となっている。 iPad 1 / 2に対応の新機能 - サイドスイッチの機能選択が可能に - 3.2での標準だった回転ロックと4.2で搭載されたミュートのいずれかを選択可能となる。 iPhone 3GSとiPhone 4（GSM）に対応する新機能 - SMS/MMSの設定で、通知音を再生する回数を設定可能に - シングルタップでグループ通話の発信を可能にした - パスコードを送信するためのポーズ機能も追加。 iPhone 3GS, iPhone 4（GSM）、iPod touch 第3世代、iPod touch 第4世代、iPad、iPad 2に対応の新機能 - SafariにNitro JavaScriptエンジンが組み込まれる - PC / Mac版で既に組み込まれていたが、iOS版では初の搭載となる。これによりJavaScriptの処理性能が従来の2倍以上に向上、ブラウザの読み込みや動作が高速化される。 - iTunesホームシェアリング機能を搭載 - パソコン上のiTunesライブラリを直接再生可能となる。 - AirPlay機能のサポートを強化 - サードパーティ製アプリでAirPlayが使えるようになるほか、Webサイト上の動画、写真アプリケーションに保存されている動画、iTunesアプリケーションのプレビューのストリーミング再生をサポート。 - Apple TVにある写真をApple TVに搭載された画面転換機能を使ってスライドショー再生が可能になった。 - Apple Digital AV アダプタによるHDビデオ出力に対応 - iPad 2では最大1080p、それ以外の機種では最大720pの出力が可能。 - Pingの機能追加 - コメント、フォロワー通知のプッシュ配信に対応 - 曲の再生中にコメントと「いいね!」の投稿を再生画面から直接可能になった - ペアレンタルコントロールを搭載 - iAdがフルスクリーンで表示可能 - フォトライブラリがバックグラウンドで更新される - 動作速度の改善 - 多くのバグが修正されている iPhone 3GS（一部不可）とiPhone 4（GSM）、iPod touch 第4世代とiPad 2に対応する新機能 - iPod touch 第3世代と既存のiPadは、カメラが搭載されていないため、利用が不可能である。iPhone 3GSも、フロントカメラが搭載されていないため、それに関する機能は利用不可。 - FaceTimeをオフにしているとFaceTimeの履歴が表示されなくなる（iPhone 3GSは利用不可） - FaceTimeアイコンの変更 - アイコンはFaceTime for Macのようなデザインに変わっている、iPad 2搭載のFaceTimeアプリも同様のアイコンが利用されている。 - カメラアプリの高速起動 | [ 30 ] [ 31 ] [ 32 ]  |
| 4.3.1                 | 8G4                   | 2011年6月12日         | iPhone 4（GSM モデル）、iPhone 3GS、iPad、iPad 2、iPod touch（第3世代、第4世代）向けのアップデート。 - iPod touch（第4世代）のグラフィックス表示の不具合を修正 - 一部の携帯電話ネットワークで発生するアクティベート・接続に関する問題を修正 - Apple Digital AVアダプタ使用時に、一部のテレビで画像にちらつきが生じる問題を修正 - 一部のエンタープライズWebサービスで起きる認証に関する問題を修正 - セキュリティアップデート |                       |
| 4.2.7                 | 8E303                 | 2011年5月21日         | CDMA iPhone 4専用のバージョン。 - セキュリティアップデート | [ 33 ]                |
| 4.3.2                 | 8H7 8H8               | 2011年5月21日         | 4.3.1同様にiPhone 4（GSM モデル）、iPhone 3GS、iPad、iPad 2、iPod touch（第3世代、第4世代）向けのアップデートとなる。 - FaceTimeで画像の途切れや動かなくなる不具合を修正 - iPad Wi-Fi+3Gで3Gネットワークに接続できなくなる不具合を修正 - セキュリティアップデート | [ 33 ]                |
| 4.2.8                 | 8E401                 | 2011年6月3日          | CDMA iPhone 4専用のバージョン。 - キャッシュのサイズを縮小 - iTunes へのキャッシュバックアップを停止 - 位置情報サービスが無効になっている場合、キャッシュを完全に削除 |                       |
| 4.3.3                 | 8J2                   | 2011年6月3日          | 4.3.2同様にiPhone 4（GSM モデル）、iPhone 3GS、iPad、iPad 2、iPod touch（第3世代、第4世代）向けのアップデートとなる。後述の位置情報記録問題に対する修正が中心となる。 - キャッシュのサイズを縮小 - iTunesへのキャッシュバックアップを停止 - 位置情報サービスが無効になっている場合、キャッシュを完全に削除 - 一部の言語でiPodの曲の並べ替えが正しくない問題を修正 | [ 34 ]                |
| 4.2.9                 | 8E501                 | 2011年6月14日         | CDMA iPhone 4専用のバージョン。 - 悪意のあるPDFファイルの表示に関するセキュリティの脆弱性の問題を修正 |                       |
| 4.3.4                 | 8K2                   | 2011年6月14日         | 4.3.3同様にiPhone 4（GSM モデル）、iPhone 3GS、iPad、iPad 2、iPod touch（第3世代、第4世代）向けのアップデートとなる。 - 悪意のあるPDFファイルの表示に関するセキュリティの脆弱性の問題を修正 |                       |
| 4.2.10                | 8E600                 | 2011年7月1日          | CDMA iPhone 4専用のバージョン。 - 証明書の検証に関するセキュリティの脆弱性の問題を修正 |                       |
| 4.3.5                 | 8L1                   | 2011年7月1日          | 4.3.4同様にiPhone 4（GSM モデル）、iPhone 3GS、iPad、iPad 2、iPod touch（第3世代、第4世代）向けのアップデートとなる。 - 証明書の検証に関するセキュリティの脆弱性の問題を修正 |                       |

## 対応端末
iPhone (初代)およびiPod touch (第1世代)は、ハードウェアの制限により、iOS 4へのアップデートは不可となった。これにより、Appleは初めて既存の端末のサポートを打ち切った。
| - iPhone 3G - iPhone 3GS - iPhone 4 | - iPod touch (第2世代) - iPod touch (第3世代) - iPod touch (第4世代) | - iPad (第1世代) - iPad 2 |

## 問題

### パフォーマンスとバッテリーの問題
iPhone 3GをiOS 4にアップデートした後、パフォーマンスやバッテリーの問題が報告され、Appleは2010年7月にこの問題の調査を開始した。11月、Appleはこの問題で訴訟を起こされ、「消費者法救済法違反、不公正な商行為、虚偽および欺瞞的広告」との申し立てを受け、さらに、Appleは自社のソフトウェアが旧モデルで問題を引き起こすことを知っていたとの申し立てを受けた。Appleはこの申し立てに回答しなかったが、2010年8月に別の不満を持つ利用者に返信した際、「近日中にアップデートを行う」と記した。

### アラーム
iOS 4のすべてのバージョンで、時計Appのアラームがサマータイムの場合、1時間早すぎたり遅すぎたりする問題があった。

### アンテナ問題
発売と同時に、一部のiPhone 4のアンテナに技術的な問題があることが報告された。AppleはiOS 4.0.1でこの問題を解決しようとしたが、改善されなかった。